# Jeleńska Huta
Jeleńska Huta (dodatkowa nazwa w j. kaszub. Jeleńskô Hëta) – wieś kaszubska w Polsce, położona w województwie pomorskim, w powiecie wejherowskim, w gminie Szemud.
| SIMC    | Nazwa      | Rodzaj    |
| ------- | ---------- | --------- |
| 0175248 | Jelonek    | część wsi |
| 1015802 | Sztrukwałd | część wsi |
| 1015831 | Wysoka     | część wsi |

W latach 1975–1998 miejscowość administracyjnie należała do województwa gdańskiego.
Podczas zaboru pruskiego wieś nosiła nazwę niemiecką Jellenschehütte. Podczas okupacji niemieckiej nazwa Jellenschehütte w 1942 została przez nazistowskich propagandystów niemieckich (w ramach szerokiej akcji odkaszubiania i odpolszczania nazw niemieckiego lebensraumu) zweryfikowana jako zbyt kaszubska i przemianowana na nowo wymyśloną i bardziej niemiecką – Strichwald.